# Peter Perez Burdett
Peter Perez Burdett (Eastwood, 1734 – Karlsruhe, 9 settembre 1793) è stato un cartografo e artista inglese importante non solo per le sue apparizioni in molti quadri di Joseph Wright of Derby, ma anche per essere stato coinvolto in numerosi progetti tra cui rilievo per il tracciato di uno dei progetti più importanti della rivoluzione industriale, il Canale di Leeds e Liverpool nel 1769.
Venne descritto come "se non nel centro, almeno nella penombra della Lunar Society di Birmingham". Trascorse gli ultimi anni della sua vita a Karlsruhe evitando i debitori, ma comunque ancora attivo nella società tedesca.

## Biografia
Nato nell'Essex, vi ereditò una piccola proprietà e il nome di Perez del nonno materno che era il pastore lì.. Poco si conosce della sua vita fino all'incontro con Joseph Wright of Derby all'inizio degli anni Sessanta del secolo, dal quale riuscì a prendere in prestito denaro per finanziare la sua attività di mappatore. Burdett è stato un modello per molti dei dipinti di Wright e poté beneficiare della sua amicizia e dei suoi soldi ed in cambiò gli spiegò i punti più fini della prospettiva.
Intorno al 1766 Wright dipinse Filosofo tiene una lezione sul planetario, oggi esposto nel Derby Museum and Art Gallery: l'opera raffigura una conferenza pubblica sul sistema solare, con una lampada in luogo del sole che illumina le facce dei pianeti ed i volti del pubblico; coerentemente con il tema astronomico, i volti parzialmente illuminata possono rappresentare le fasi della luna. La figura a sinistra del filosofo è stata chiaramente identificata come Burdett, mentre l'uomo a destra si pensa che sia Washington Shirley, V conte Ferrers che ospitò Burdett a Staunton Harold quando egli si trovave nel Leicestershire. Il conte era, come Burdett, interessato alla scienza e poco dopo comprò proprio questo dipinto.
Nel 1767 disegnò una mappa di Derby in scala di un pollice per un miglio. Con questa mappa Burdett fu secondo in un concorso bandito dalla Society for Art nella creazione di mappe della contea in questa scala. Ha creato l'acquatinta Due ragazzi soffiano in una vescica a lume di candela.
Nel 1768, Burdett si spostò da Derby a Liverpool per creare una mappa per il Lancashire, come aveva fatto con successo per Derbyshire. Trovò nuovi protettori e assistette George Perry per la sua mappa e storia di Liverpool: Burdett fece i disegni e scrisse le descrizioni degli edifici più importanti per la storia di Perry del 1773.

### Liverpool

Peter e sua moglie Anna, di Joseph Wright of Derby.

Burdett ebbe così successo nell'individuare e sfruttare i suoi nuovi contatti che invitò il suo amico, Wright, a venire da lui a Liverpool. Questa fu un'ottima mossa per Wright che rapidamente ricevette commissioni dalla nobiltà locale e dai borghesi, ma fu 	Burdett a fondare una Società degli Artisti nel 1769 a Liverpool e 	divenne il suo primo presidente. Accademico alla luce della lampada, un dipinto del 1768 di Joseph Wright of Derby si pensa sia stato fatto per l'accademia di 	Burdett.

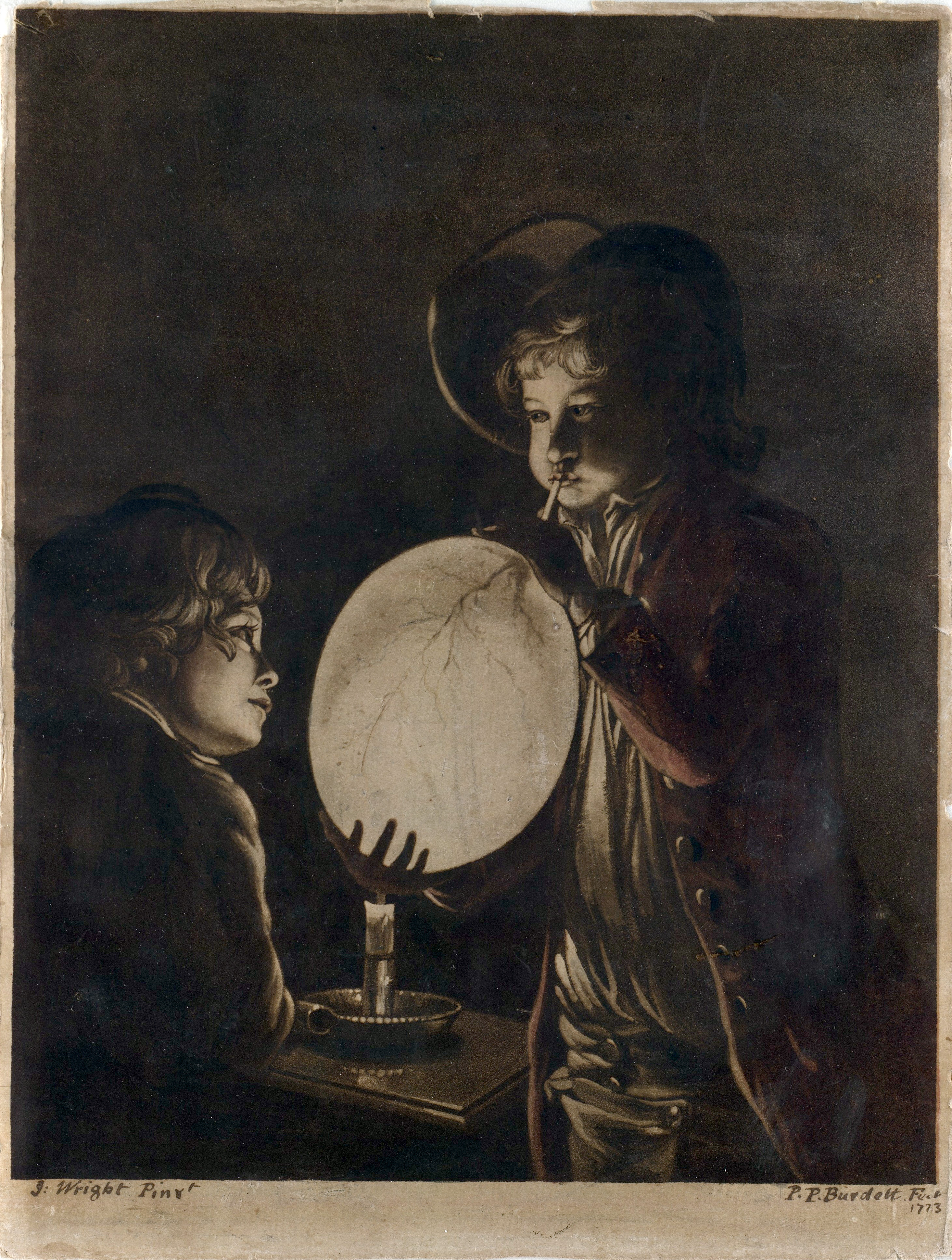
Due ragazzi soffiano in una vescica a lume di candela acquatinta di Burdet

Il 	primo artista britannico ha utilizzare la tecnica 	dell'acquatinta si pensa sia stato Burdett, che ne espose prima del 1772. Burdett spazzolava l'acido direttamente sulla base dell'acquatinta, utilizzando solo vernici per delineare le singole zone dell'opera. La sua tecnica era molto diversa dai metodi sviluppati in precedenza in Francia . Burdett pubblicato una prima acquatinta basata su un'immagine di John Hamilton Mortimer, ma alla fine vendette il processo ad un 	altro cartografo, Paul Sandby. Burdett sviluppò anche un processo di trasferimento dall'acquatinta alla ceramica, ma non fu un successo.
Burdett imparò la tecnica dell'acquatinta da J.B. Le Prince di Parigi. Mostrò due piastre alla mostra della Society of Arts del 1772 ma di lui oggi ci restano solo tre acquetine: Banditti Terrifying Fishermen del 1771, Skeleton on a Rocky Shore ambedue tratte dal disegno di Mortimer, e  Due ragazzi soffiano in una vescica a lume di candela dal dipinto di Wright of Derby. Una copia di questi ultimi nella Liverpool Public Library reca sul dorso l'iscrizione “Primo campione di aquatinta inventato a Liverpool da P. P. Burdett, 1774, assistito dal signor S. Chubbard”.
L'artista Paul 	Sandby imparato le tecniche di base del acquatinta da l'On. Charles Greville, che si aveva acquistato la conoscenza sia da Burdett o da Le Prince. Sembra che Greville aveva ricevuto informazioni 	incomplete, e Sandby trovato difficoltà a produrre un piatto con il metodo di Le Prince di vagliare la colofonia sulla superficie. Ha scoperto che, sciogliendo la colofonia e fluttuante sul rame un migliore effetto è stato ottenuto.
Benjamin Franklin scrisse a Burdett il 21 agosto 1773: “Sarei contento di essere informato dove possa vedere qualche esempio della nuova arte che dici essere una stampa ad imitazione dei quadri. Deve essere una molto prezioso 	scoperta”.
Nel 1771 realizzò “Una mappa per il porto di Liverpool” e nel 1772 	> “Indagine sulla contea palatina di Chester”.

### Karlsruhe
Nel 1774 lasciò Liverpool, per sfuggire ai debiti, ed entrò al servizio del Margravio di Baden. Curiosamente portò con sé il dipinto di se stesso con la moglie, ma la lasciò in patria ad affrontare i debitori; il dipinto è oggi nella Galleria Nazionale di Praga. Non dimenticò i suoi amici del tutto e Joseph Wright gli fece visita nel 1774 nel sud della Germania. Si sposò di nuovo con Friederike Kotkowski in Germania l'11 luglio 1787 ed ebbe una figlia, Anna, che andò sposa a un conte. Nello stesso anno disegno una pianta per la piazza del mercato di Karlsruhe la cui sagoma è ancora visibile nella disposizione degli edifici odierni.
Burdett morì a 	Karlsruhe il 9 settembre 1793.